# Коле Сан Маньо
Ко̀ле Сан Ма̀ньо (на италиански: Colle San Magno) е село и община в Централна Италия, провинция Фрозиноне, регион Лацио. Разположено е на 540 m надморска височина. Населението на общината е 755 души (към 2010 г.).